# Сарыбаев, Ашир Аталыкович
Ашир (Ашыр) Аталыкович Сарыбаев (туркм. Aşyr Sarybaýew) — туркменский государственный деятель, занимавший пост министра автомобильного транспорта Туркменистана с 9 по 24 августа 2007 года.

## Дата и место рождения
Ашир Аталыкович Сарыбаев родился в генгешлике Амударья Губадагского этрапа Дашогузской области в 1956 году.

## Образование и специальность
Получил высшее образование, окончив в 1984 году Московский автодорожный институт по специальности «инженер-строитель».

## Карьера
Трудовую деятельность начал в 1974 году электриком отдела полиции города Дашогуза. Далее работал регистратором в Дашогузском велаятском туберкулезном госпитале, мастером, инженером, старшим инженером Дашогузского велаятского дорожного управления Министерства строительства и эксплуатации автомобильных дорог Туркменистана.
В 1988—2000 годах главный инженер и начальник дорожно-строительного управления концерна «Туркменавтоеллары». Затем - начальник производственного управления «Дашогузелгурлушык» ГК «Туркменавтоеллары», а с 2004 года — начальник производственного управления «Дашогузелгурлушык».
9 августа 2007 года назначен министром автомобильного транспорта Туркменистана, в этой должности пробыл до 24 августа 2007 года.
26 августа 2007 года назначен президентом (председателем) Государственного концерна «Туркменавтоеллары» (Туркменские автомобильные дороги). 6 июля 2012 года снят с занимаемой должности «за серьезные недостатки, допущенные в работе».